# 伊凡·希波夫
伊凡·帕夫洛维奇·希波夫（俄语：Иван Павлович Шипов，羅馬化：Ivan Pavlovich Shipov，1865年6月23日—1919年），俄罗斯帝国时期政治家、经济学家。他从帝国亚历山大学院毕业后便进入财政部任职，历任特别信贷办公厅主任、帝国银行董事会成员以及财政大臣等职务。
1905年，他在维特内阁中担任财政大臣；次年，维特宣布辞职时，希波夫作为维特长期的政治盟友也随之去职。其后他于1908年至1909年期间出任斯托雷平内阁的贸易与工业大臣。
1919年，希波夫作为政治犯被布尔什维克政权逮捕并处决。